# FIVB World Tour 1997 der Männer
Die FIVB World Tour 1997 der Männer bestand aus zehn Open und der ersten von der Fédération Internationale de Volleyball organisierte Weltmeisterschaft. Gastgeber der Beachvolleyball-Turnierserie waren Brasilien 2×, Deutschland, Italien, Frankreich, Österreich, Portugal, Belgien, die Türkei, Spanien und die Vereinigten Staaten, die die Welttitelkämpfe in Zusammenarbeit mit dem Weltverband in Los Angeles ausrichteten. Tour Champions wurden wie im Vorjahr die Brasilianer Zé Marco de Melo und Emanuel Rego. Beim Event in Frankreich und bei der WM wurde zum ersten Mal der einfache KO-Modus getestet.

## Turniere

### Rio de Janeiro Open (20. bis 23. Februar)
| Platz | Team                            |
| ----- | ------------------------------- |
| 1     | Zé Marco de Melo / Emanuel Rego |
| 2     | Anjinho Bacil / José Loiola     |
| 3     | Jody Holden / Conrad Leinemann  |
| 4     | Julien Prosser / Lee Zahner     |
| 5     | Canyon Ceman / Eric Fonoimoana  |
| 5     | Duda Macedo / Fred Souza        |
| 7     | Martín Conde / Eduardo Martínez |
| 7     | Mariano Baracetti / José Salema |

Die Gesamtsieger des letzten Jahres waren auch zum Auftakt 1997 nicht zu schlagen. Ihre Landsleute Anninho und Loyola wurden Zweite. Um die Bronzemedaille kämpften zwei Duos aus Commonwealth Staaten mit dem besseren Ende für die Kanadier gegen die Australier. Jörg Ahmann / Axel Hager, die einzigen Teilnehmer aus dem deutschsprachigen Raum, belegten den geteilten siebzehnten Platz.

### Berlin Open (4. bis 6. Juli)
| Platz | Team                              |
| ----- | --------------------------------- |
| 1     | Zé Marco de Melo / Emanuel Rego   |
| 2     | Pará Ferreira / Guilherme Marques |
| 3     | Jan Kvalheim / Bjørn Maaseide     |
| 4     | Paulão Moreira / Paulo Emilio     |
| 5     | Jody Holden / Conrad Leinemann    |
| 5     | Martin Laciga / Paul Laciga       |
| 7     | John Child / Mark Heese           |
| 7     | Milan Džavoronok / Marek Pakosta  |

Die zweite Veranstaltung in der deutschen Hauptstadt fand erst mehr als drei Monate später statt. Auf der obersten Podeststufe änderte sich trotzdem nichts. Die Silbermedaille sicherten sich diesmal Pará und Guilherme. Dritte wurden Kvalheim / Maaseide. Für Paulão und Paulo Emilio blieb nur der vierte Rang.

Die Schweizer Laciga Brüder wurden gemeinsam mit Holden / Leinemann aus Kanada Fünfte. Die Deutschen Edgar Krank / Oliver Oetke und Sven Anton / Stefan Pomerenke teilten sich mit zwei anderen Beachpaaren den dreizehnten Platz. Direkt dahinter platzierten sich Ahmann / Hager. 25. wurden Gernot Leitner / Oliver Stamm sowie Pierre-André Fröhlich / Andreas Scheuerpflug.

### Lignano Open (18. bis 20. Juli)
| Platz | Team                              |
| ----- | --------------------------------- |
| 1     | Martín Conde / Eduardo Martínez   |
| 2     | Zé Marco de Melo / Emanuel Rego   |
| 3     | Jan Kvalheim / Bjørn Maaseide     |
| 4     | Roberto Lopes / Franco Neto       |
| 5     | Julien Prosser / Lee Zahner       |
| 5     | Mariano Baracetti / José Salema   |
| 7     | Pará Ferreira / Guilherme Marques |
| 7     | Jody Holden / Conrad Leinemann    |

Für Zé Marco und Emanuel waren diesmal nicht aller guten Dinge drei, denn sie verloren das Endspiel gegen die Argentinier Conde / Martínez. Die Norweger konnten ihren dritten Rang vom vorigen Event wiederholen, während Roberto Lopes und Franco Neto zum ersten Mal in dieser Saison die Vorschlussrunde erreichten, aber ohne Medaille blieben.

Paul und Martin Laciga wurden Dreizehnte, während sich besten Österreicher Leitner / Stamm gegenüber den Berlin Open auf den siebzehnten Platz verbesserten. Deutsche Teams waren nicht am Start.

### Marseille Open (25. bis 27. Juli)
| Platz | Team                              |
| ----- | --------------------------------- |
| 1     | Pará Ferreira / Guilherme Marques |
| 2     | Zé Marco de Melo / Emanuel Rego   |
| 3     | Julien Prosser / Lee Zahner       |
| 4     | João Brenha / Miguel Maia         |
| 5     | Jody Holden / Conrad Leinemann    |
| 5     | Roberto Lopes / Franco Neto       |
| 5     | John Child / Mark Heese           |
| 5     | Javier Bosma / Fabio Díez         |

Zum vierten Mal in Folge standen Zé Marco und Emanuel im Finale, zum zweiten Mal hintereinander reichte es nicht für den Sieg. Diesmal waren Pará und Guilherme die Stärkeren. Mit Bronze belohnten sich Prosser / Zahner aus Australien. Zum dritten Mal seit Beginn der internationalen Beachserien erreichte ein portugiesisches Paar die Topp Acht und zum zweiten Mal das Halbfinale. Brenha / Maia waren auch die ersten beiden Male das stärkste Team aus dem Staat auf der Iberischen Halbinsel.
Martin und Paul Laciga schafften es ins Achtelfinale, während zwei weiter Schweizer Duos sowie Ahmann / Hager und Leitner / Stamm sich mit dem geteilten siebzehnten Platz zufriedengeben mussten.

### Klagenfurt Open (1. bis 3. August)
| Platz | Team                            |
| ----- | ------------------------------- |
| 1     | Zé Marco de Melo / Emanuel Rego |
| 2     | Jörg Ahmann / Axel Hager        |
| 3     | Paulão Moreira / Paulo Emilio   |
| 4     | John Child / Mark Heese         |
| 5     | Jody Holden / Conrad Leinemann  |
| 5     | Martin Laciga / Paul Laciga     |
| 7     | Jan Kvalheim / Bjørn Maaseide   |
| 7     | Carl Henkel / Sinjin Smith      |

Im fünften Endspiel siegten Zé Marco / Emanuel zum dritten Mal. Zum ersten Mal in der Spielzeit waren die Deutschen Ahmann / Hager Teilnehmer des letzten Spiels im Turnier. Paulão / Paulo Emilio sicherten sich Bronze gegen Child / Heese.

Die Lacigas wurden Fünfte. Leitner / Stamm, Nik Berger / Hannes Kronthaler sowie Robert Nowotny / Stefan Potyka belegten gemeinsam den 25. Rang.

### Espinho Open (8. bis 10. August)
| Platz | Team                              |
| ----- | --------------------------------- |
| 1     | Jan Kvalheim / Bjørn Maaseide     |
| 2     | Roberto Lopes / Franco Neto       |
| 3     | John Child / Mark Heese           |
| 4     | Martín Conde / Eduardo Martínez   |
| 5     | Mariano Baracetti / José Salema   |
| 5     | Duda Macedo / Fred Souza          |
| 7     | Pará Ferreira / Guilherme Marques |
| 7     | Přemysl Kubala / Michal Palinek   |

Zum ersten Mal im Jahr 1997 gewannen mit Jan Kvalheim und Bjørn Maaseide nicht südamerikanische Spieler die Goldmedaille. Und zum ersten Mal standen in diesem Jahr Lopes / Neto sowie Child / Heese auf dem Stockerl, die sich im kleinen Finale gegen Conde / Martínez durchgesetzt hatten.

Bestes Team aus dem deutschsprachigen Raum wurden Paul und Martin Laciga als Neunte, während Ahmann / Hager als Siebzehnte und Leitner / Stamm als 25. den Wettbewerb weiter hinten beendeten.

### Ostende Open (15. bis 17. August)
| Platz | Team                              |
| ----- | --------------------------------- |
| 1     | Zé Marco de Melo / Emanuel Rego   |
| 2     | Martín Conde / Eduardo Martínez   |
| 3     | Paulão Moreira / Paulo Emilio     |
| 4     | Jan Kvalheim / Bjørn Maaseide     |
| 5     | Pará Ferreira / Guilherme Marques |
| 5     | Javier Bosma / Fabio Díez         |
| 7     | Mariano Baracetti / José Salema   |
| 7     | Carl Henkel / Sinjin Smith        |

In Belgien wurden de Melo und Rego zum vierten Mal im Spieljahr Sieger. Conde / Martínez standen zum zweiten Mal im Endspiel. Paulão und Paulo Emilio beendeten das Turnier auf der untersten Stufe des Podiums. Die Sieger von Espinho gingen als Vierte leer aus.

Ahmann / Hager gehörten als Neunte zu den Top Zwölf. Leitner / Stamm wurden 25., Schweizer waren nicht vertreten.

### Alanya Open (29. bis 31. August)
| Platz | Team                              |
| ----- | --------------------------------- |
| 1     | Paulão Moreira / Paulo Emilio     |
| 2     | Pará Ferreira / Guilherme Marques |
| 3     | Zé Marco de Melo / Emanuel Rego   |
| 4     | Roberto Lopes / Franco Neto       |
| 5     | John Child / Mark Heese           |
| 5     | Andrea Ghiurghi / Riccardo Lione  |
| 7     | Mariano Baracetti / José Salema   |
| 7     | Julien Prosser / Lee Zahner       |

Die besten vier Teams sprachen alle portugiesisch. Paulão und Paulo Emilio sicherten sich gegen Pará / Guilherme zum ersten Mal Gold. Für Zé Marco und Emanuel blieb nur Bronze. Ohne Medaille mussten Lopes und Neto die Heimreise antreten.
Paul und Martin Laciga wurden Neunte. Mit Anton / Pomerenke, Krank / Oetke, Christoph und Markus Dieckmann sowie den Österreichern Leitner / Stamm belegten Beachpaare aus dem deutschsprachigen Raum vier der acht siebzehnten Plätze.

### Teneriffa Open (4. bis 7. September)
| Platz | Team                                      |
| ----- | ----------------------------------------- |
| 1     | Jan Kvalheim / Bjørn Maaseide             |
| 2     | Martín Conde / Eduardo Martínez           |
| 3     | Zé Marco de Melo / Emanuel Rego           |
| 4     | Martin Laciga / Paul Laciga               |
| 5     | Pará Ferreira / Guilherme Marques         |
| 5     | Paulão Moreira / Paulo Emilio             |
| 7     | Julien Prosser / Lee Zahner               |
| 7     | Jean-Philippe Jodard / Christian Penigaud |

Jan Kvalheim und Bjørn Maaseide sicherten sich ihren zweiten Saisonsieg. Conde / Martínez standen zum dritten Mal im Endspiel. Zé Marco und Emanuel verwiesen die Lacigas auf den vierten Rang.
Jörg Ahmann und Axel Hager verbesserten sich nach ihrem Ausrutscher von Alanya, als sie 25. und damit nur viertbestes deutsches Duo wurden, auf den geteilten neunten Platz. Siebzehnte wurden Sascha Heyer und Markus Egger. Sie platzierten sich damit noch vor dem besten Österreichern Leitner / Stamm, die sich mit dem 25. Rang begnügen mussten.

### Weltmeisterschaft in Los Angeles (10. bis 13. September)
siehe auch Hauptartikel Beachvolleyball-Weltmeisterschaft 1997
| Platz | Team                              |
| ----- | --------------------------------- |
| 1     | Pará Ferreira / Guilherme Marques |
| 2     | Canyon Ceman / Mike Whitmarsh     |
| 3     | Dain Blanton / Kent Steffes       |
| 3     | Paulão Moreira / Paulo Emilio     |
| 5     | Anjinho Bacil / José Loiola       |
| 5     | Adam Johnson / Karch Kiraly       |
| 5     | Zé Marco de Melo / Emanuel Rego   |
| 5     | Ian Clark / Troy Tanner           |

| Platz | Team                          |
| ----- | ----------------------------- |
| 9     | Michael Dodd / Robert Heidger |
| 9     | John Child / Mark Heese       |
| 9     | Eric Fonoimoana / Brian Lewis |
| 9     | Martin Laciga / Paul Laciga   |
| 9     | Julien Prosser / Lee Zahner   |
| 9     | Roberto Lopes / Franco Neto   |
| 9     | Dax Holdren / Todd Rogers     |
| 9     | Duda Macedo / Fred Souza      |

Die erste WM war ein Event der Ungereimtheiten und der Überraschungen. Das fing schon mit dem Austragungsort und dem Belag der Spielfelder an. Die Amerikaner hatten den Wettbewerb nach Los Angeles geholt, weil dort die Anfänge des Beachvolleyballs waren. Warum das Turnier nicht an einem der kilometerlangen Strände der Stadt, sondern auf den Tennisplätzen der University of California stattfinden musste, wird wohl für immer das Geheimnis der Veranstalter bleiben. Ein Viertel der Startplätze wurde für die heimischen Athleten reserviert. Das sorgte für Ärger bei den anderen Nationen.
Die größten Überraschungen waren jedoch das Ausscheiden der Favoriten im Viertelfinale. Weder Karch Kiraly / Adam Johnson gegen Paulão / Paulo Emilio noch die schon feststehenden Sieger der World Tour Zé Marco und Emanuel gegen Ceman / Whitmarsh konnten sich in ihren Spielen durchsetzen. Etwas besser erging es Kent Steffes, der in den vergangenen Jahren mit Kiraly alles gewonnen hatte, was es zu gewinnen gab. Mit Dain Blanton schaltete er Ian Clark und Troy Tanner aus, ehe erkennen musste, dass die Bezwinger der Besten der internationalen Beachserie an Tag der Halbfinals für ihn und seinen Partner zu stark waren. Da der dritte Platz nicht ausgespielt wurde, erhielten beide Verlierer der Vorschlussrunde die Bronzemedaille. Das Endspiel gewannen Pará und Guilherme in drei Sätzen gegen ihre US-amerikanischen Kontrahenten.
Christoph und Markus Dieckmann siegten in der ersten Qualifikationsrunde, scheiterten danach jedoch an den Bronzemedaillengewinnern Paulão und Paulo Emilio. Edgar Krank / Oliver Oetke und Sven Anton / Stefan Pomerenke überstanden die Vorausscheidung unbeschadet, verloren jedoch wie die gesetzten Jörg Ahmann / Axel Hager in der ersten Hauptrunde. Letztere unterlagen den Weltmeistern, Anton / Pomerenke zogen gegen die US-amerikanischen Bronzemedaillengewinner den Kürzeren, während die Viertelfinalisten Anjinho Bacil / José Loiola für Krank / Oetke sowie für Martin und Paul Laciga eine Runde später ein unüberwindbares Hindernis bildeten. Die Schweizer belegten im Abschlussklassement den geteilten neunten Platz.

### Fortaleza Open (4. bis 7. Dezember)
| Platz | Team                                |
| ----- | ----------------------------------- |
| 1     | Zé Marco de Melo / Emanuel Rego     |
| 2     | Eduardo Garrido / Guilherme Marques |
| 3     | Martín Conde / Eduardo Martínez     |
| 4     | Carl Henkel / Sinjin Smith          |
| 5     | Paulão Moreira / Paulo Emilio       |
| 5     | Roberto Lopes / Franco Neto         |
| 7     | Jan Kvalheim / Bjørn Maaseide       |
| 7     | Mariano Baracetti / José Salema     |

Beim letzten Wettbewerb des Jahres zeigten die Toursieger noch einmal ihr ganzes Können. Guilherme, der diesmal mit Eduardo Garrido antrat, reihte sich mit seinem Partner dahinter ein, gefolgt von Conde / Martínez und Henkel / Smith, denen ihr bestes Resultat des Jahres gelang. Auf den nächsten Plätzen befanden sich Teams, die schon mindestens drei Mal zuvor zu den Top Acht gehörten. Fünfte wurden die Brasilianer Paulão / Paulo Emilio und Lopes / Neto. Den siebten Rang belegten die Norweger Kvalheim / Maaseide sowie die Argentinier Baracetti / Salema.

Die Lacigas und Ahmann / Hager teilten sich den neunten Rang mit zwei anderen Duos. Die weiteren Deutschen Krank / Oetke als Dreizehnte sowie die Dieckmann Zwillinge als Siebzehnte standen noch vor den besten Österreichern Leitner / Stamm, die wieder 25. wurden.

## Auszeichnungen
| FIVB Tour Champion | Zé Marco de Melo / Emanuel Rego |